# 하나의 중국
하나의 중국(중국어 간체자: 一个中国, 정체자: 一個中國, 병음: yī gè Zhōngguó, 이거쫑궈, 영어: One-China policy) 원칙은 중국의 통일된 하나의 국가만을 인정하는 개념이다. 이 원칙은 중국 대륙의 중화인민공화국과 대만의 중화민국 간의 정통성 문제를 포괄하는 양안문제(兩岸問題)에서 주로 거론되는 개념이다. 이와 반대되는 개념은 두 개의 중국이다.
중국 대륙이 지지하는 하나의 중국 원칙은 “중국=중화인민공화국”이라는 등식에 기초하고 있다. 중화인민공화국은 대외적으로도 자국과 외교적 관계를 맺는 나라들에 하나의 중국 원칙을 수용할 것을 강력히 요구하고 있다. 따라서 미국, 대한민국, 일본 등의 국가들은 하나의 중국 원칙과 중국의 유일 합법 정부는 중화인민공화국이며 대만은 자국의 영토라는 주장을 동의 내지 존중하고 있다. 그러나 공식적인 관계에서만 국한되며, 실제로 대만과 비공식적인 관계를 맺는 것은 묵인되고 있다. 예로 중화인민공화국의 수교국들은 대만을 대상으로 하는 대사관과 유사한 기능을 하는 대표부를 두고 있고, 자국에 대만의 대표부를 설치하는 것을 허용한다.
반면 대만이 지지하는 하나의 중국 원칙은 “중국=중화민국”이라는 등식에 기초하고 있다. 공식적으로 중화민국은 중화인민공화국의 불법성을 고수하고 여전히 중화민국이 중국을 대표하는 유일한 합법 정부라는 입장이다. 그러나 1971년 국제 연합 내에서 중국 대표로서의 지위를 잃은 뒤부터 외교력의 차이가 현저히 벌어져 국제적으로 강력하게 내세우지는 못하고 있다. 또 한편 대만 지역은 근현대에 중국 대륙에서 건너온 한족인 외성인(外省人)과 상대적으로 오래전인 명청대부터 이주하여 정착한 한족인 본성인(本省人)의 정서적 갈등도 지속되고 있어, '하나의 중국' 원칙을 두고 이견이 다양하여 정치적 양상이 복잡하다.
한편, 하나의 중국이라는 원칙은 홍콩, 마카오와 중국 내 소수 민족과도 연관되기도 한다. 중화인민공화국은 하나의 중국 원칙을 내세워 홍콩, 티베트, 위구르와 같이 자국으로부터 분리 독립을 원하는 일부 지방의 요구를 일축하고 있다.

## 중화인민공화국과 중화민국의 입장

### 중화인민공화국의 입장

중화인민공화국의 국기

중화인민공화국은 하나의 중국 원칙을 계속 고수해오고 있다. 이들의 주장은, 중국은 세계에서 오직 하나로서 존재하며 타이완은 자국의 영토라는 것이다. 또한 중화인민공화국만이 중국 전체를 대표할 수 있는 유일한 합법 정부이며, 중국의 주권과 영토의 분할은 용납될 수 없으므로 중국은 하나이며, 하나이어야 하므로 언젠가는 반드시 통일되어야 한다는 것이 이들의 입장이다. 중국은 타이완을 홍콩, 마카오와 같은 특별자치구역으로 간주했다. 이들은 청나라를 지배하면서 타이완을 정복한 강희제(康熙帝)를 내세워 자신들의 입장을 대변하였다. 2005년 민주진보당을 중심으로 타이완 공화국 추진 세력의 움직임이 강해지자 중화인민공화국은 반분열국가법(反分裂國家法)을 제정하고 타이완 내부의 움직임에 대해 강력히 경고하였다. 2008년 티베트 소요 사태에 대해 중화인민공화국의 지도부는 하나의 중국 원칙을 천명하며 독립 시도를 강경 진압하였다.

### 중화민국의 입장

중화민국의 국기

중화민국도 초창기부터 하나의 중국 원칙을 시인해 왔고 다만 중화민국이 중국의 유일한 합법 정부라는 것이 그 요체였다. 따라서 과거 중화민국의 강역(彊域)이었던 중국 대륙은 중화민국이 수복해야 할 대상이라는 것이다. 하지만, 중국 대륙에서 건너온 외성인들이 주축이었던 중국 국민당의 장기집권이 종식되고, 청나라 시절에 대륙에서 건너온 본성인들의 영향력이 점차 강화됨에 따라, 민진당의 천수이볜(陳水扁)이 집권한 이후부터는 하나의 중국 원칙이 타이완 내에서 치열한 논쟁의 대상이 되었다.

#### 장제스 시대
장제스(중국어 정체자: 蔣介石, 병음: Jiǎng Jièshí 장개석[*])는 제갈량(諸葛亮)의 후출사표(後出師表)를 인용하며 한적불양립(漢賊不兩立, 촉한은 한나라의 적인 위나라와 양립할 수 없다는 것)을 외쳤다. 미국이나 일본은 하나의 중국을 포기하고 두 개의 중국을 수용할 것을 촉구했지만 장제스는 강력히 거부하였다. 중화인민공화국의 정치력과 국제무대에서의 힘이 증대하고 미국과의 파트너십이 조금씩 강화되자, 유엔 안전보장이사회 상임이사국상 중국 대표로서의 자격과 관련하여, 미국과 일본 등은 중화민국 정부에게 중국으로서의 대표권과 안전보장이사회 상임이사국의 권력은 포기하되 타이완만을 대표하는 일반의 회원국으로서라도 유엔에 남기를 권했으나, 중화민국 정부는 이를 거부했다. 결국 1971년에 유엔 총회 결의 제2758호 가결과 함께 중화민국은 유엔에서 정식 탈퇴하게 되면서 중화인민공화국이 중국의 유일 합법 정부로 유엔 내에서 공식적으로 인정받게 된다.

#### 장징궈 시대
장징궈(중국어 간체자: 蒋经国, 정체자: 蔣經國, 병음: Jiǎng Jīngguó 장경국[*]) 시대에는 중국 대륙 쪽에서 변화가 나타났는데 중국이 자본주의 체제의 타이완을 적대시하지 않고 무력 수단에 따른 "타이완 해방" 구호에서 평화 통일 구호로 노선을 바꾸었다. 그러나 장제스 사망 이후 혼란으로 어려움을 겪고 있던 장징궈로서는 중국의 변경된 방침에 적극적으로 대응할 수는 없었고 불접촉, 불담판, 불타협이라는 이른바 3불 정책을 내세웠다. 다만 중국과의 적대 정책을 계속 유지하기는 어려웠으므로 중화민국 국군의 퇴역 병사들이 중국 대륙의 가족과 친척들을 방문하는 것을 허용했다.

#### 리덩후이 시대
1990년 이후 리덩후이(중국어 간체자: 李登辉, 정체자: 李登輝, 병음: Lǐ Dēnghuī 이등휘[*]) 시대에 이르러 정부 산하에 국가통일위원회를 설치하고 1991년에는 국가통일강령을 제정함으로 금과옥조같던 하나의 중국 원칙이 상당히 물러졌고 헌법개정과 민주화에 걸음을 냈다. 하지만 하나의 중국 원칙을 부정한 것은 아니었는데, 중화민국 헌법 조문에는 통일 이전의 요청에 의해 헌법을 다음과 같이 개정한다는 문구를 전문에 넣었다. 1990년에는 1국 2정부론(一國兩府論), 1991년에는 하나의 중국과 2개의 대등한 정치적 실체, 1993년에는 하나의 중국과 이를 지향하는 단계적인 두 개의 중국 정책이 있었다. 1999년, 특수한 나라 대 나라와의 관계(이른바 특수관계, 서독과 동독 간의 관계를 이론적으로 설명할 때 설정되었던 국제 관계)로서의 '양국론' 설정은 중국의 반발을 불러왔다.

#### 천수이볜 시대
야당 출신 대선후보로는 최초로 정권교체를 이룬 천수이볜(중국어 간체자: 陈水扁, 정체자: 陳水扁, 병음: Chén Shuǐbiǎn 진수편[*]) 민진당 정부에 들어서는 하나의 중국 원칙 대신에 독립국가 노선을 강조하였다. 이른바 일변일국(一邊一國)론이다. 2000년 5월 20일 총통 취임 연설에서 사불일몰유(四不一沒有)를 발표한다. 중국 공산당이 타이완에 대한 무력행사의 의도를 갖고 있지 않다면, 자신의 임기 중에는 첫째 독립을 선언하지 않고 둘째 국호(國號)를 변경하지 않고 셋째 양국론(兩國論)을 헌법에 넣지 않고 넷째 통일과 독립과 관련한 국민투표를 실시하지 않으며, 끝으로 국가 통일 강령과 국가 통일 위원회의 폐지라는 문제도 없을 것이라는 내용이었다.
그러나 중국의 반분열국가법이 제정되자 천수이볜은 2006년 2월 27일 국가통일위원회와 국가통일강령의 폐지를 결정했다. 2008년 3월 22일, 천 총통이 추진한 '타이완' 명의의 유엔 가입에 대한 국민투표가 찬성률 35.8%로 부결되었다.

#### 마잉주 시대
2008년 3월 국민당 마잉주(중국어 정체자: 馬英九, 병음: Mǎ Yīngjiǔ 마영구[*]) 후보가 총통에 당선되면서 8년 만에 정권교체에 성공하였다. 하나의 중국을 지지하며, 타이완 공화국에 부정적인 마잉주는 중국 대륙과의 관계 회복에 힘쓸 것이라는 입장을 취하고 있다. 마잉주의 양안 정책은 통일도, 독립도, 무력 사용도 하지 않는 이른바 3불(三不) 정책이며 양안의 미래는 후손들이 결정해야 할 문제라는 입장을 밝힌 바 있다.
마잉주는 "하나의 중국은 중화민국"이라는 발언을 한 바 있으며, 민진당의 "타이완" 명의의 유엔 가입 움직임에 맞서 "중화민국" 국호로 유엔에 복귀해야 한다고 주장한 바 있으나 둘 다 국민투표 부결로 무산되었다.
| “ | 타이완과 중국 대륙은 국가 대 국가의 관계가 아닌 특수한 관계 | ” |
|   | — 마잉주, 2008년 9월                                        |   |

## 양안 법률상의 주장

### 중화인민공화국
중화인민공화국 헌법은 타이완을 "중화인민공화국의 신성한 영토의 일부분"(台湾是中华人民共和国的神圣领土的一部分)이라고 밝히고 있다. 반분열국가법 제2조에 따르면 "전 세계에는 오직 하나의 중국만이 있으며(世界上只有一个中国) 중국 대륙과 타이완은 하나의 중국에 속한다. 중화인민공화국은 어떠한 수단이든 명분이든 타이완의 독립을 시도하는 행위는 결코 허용하지 않을 것이다"고 밝하고 있으며 제5조는 하나의 중국 원칙에 대한 지지는 국가의 평화적 통일의 기초라고 규정하고 있다.

### 중화민국
중화민국은 지금도 1949년 이후 상실한 중국 대륙의 영유권을 포기하지 않고 있다. 중화민국 헌법에 따르면 "중화민국 영토의 변경은 국민대회의 의결을 통해서만 가능하며 그 외의 방법으로는 불가능하다"(中華民國領土，依其固有之疆域，非經國民大會之決議，不得變更之)고 명시하고 있다. 영토의 변경을 위해서는 입법원(立法院) 재적의원 1/4 이상의 발의와 재적의원 3/4 이상 출석에 출석의원 3/4 이상의 찬성을 거쳐야 하며 국민대회 대표의 전체 2/3 이상 출석한 가운데 3/4 이상의 동의를 얻어야 한다. 따라서 중화민국 정부는 여전히 중국 대륙을 중화민국의 강역에 포함시키고 있다.

## 소수민족 독립운동
중국 내 소수민족의 독립에 관한 문제로는 대표적으로 시짱 자치구를 중심으로 한 티베트 독립운동, 신장 위구르 자치구를 중심으로 한 동투르키스탄 독립운동, 타이완 성을 중심으로 한 타이완 독립운동 등이 있다.
중국은 티베트족이나 위구르족이 분리 독립을 추진하지 못하도록 직접적으로 억제력을 가하고 있으며, 타이완 독립에 대한 문제에 대해서도 반분열국가법을 제정하는 등 확고한 입장에 서 있다. 한편, 타이완의 실효 지배 국가인 타이완 내 주요 정치세력인 중국 국민당도 타이완인들의 탈중국화 독립 움직임에 원론적인 반대 및 우려 의사를 표명하고 있으며, 이는 1949년 분단국가가 된 이후부터 불거지는 타이완 귀속문제와 중국의 재통일을 둘러싼 양안 관계와 결부되어 대단히 복잡한 양상을 띠고 있다.

## 세계 각국의 입장

PRC
중화인민공화국을 중국의 유일한 합법 정부로 인정하는 나라
중화인민공화국을 중국의 유일한 합법 정부로 인정하나 중화민국과 비공식 관계를 유지하는 국가
ROC
중화민국을 중국의 유일한 합법 정부로 인정하는 나라
하나의 중국 정책에 입장을 밝히지 않고 있는 국가

유엔이나 미국, 독일, 대한민국, 일본 등을 비롯한 대부분의 국가는 중화인민공화국의 주장을 인정하거나 양해하는 태도를 보이고 있으며 조선민주주의인민공화국 등 아시아의 일부 국가들과 아프리카의 대부분 국가들은 중화인민공화국의 주장을 적극 지지하고 있다. 중화민국과 수교를 하는 나라들만이 중화민국의 정통성을 공식적으로 인정하는 입장을 확인할 뿐이다.
- 유엔 : 반기문(潘基文) 유엔 사무총장은 유엔이 하나의 중국 정책을 고수하고 있으며 중화민국의 가입 신청을 반려한 유엔의 결정도 이에 근거하다고 밝혔다. 즉, 1971년 유엔 내 중국 대표권을 중화민국에서 중화인민공화국에게 돌린 유엔 총회 결의 제2758호는 중화인민공화국을 사실상 유일한 합법 정부로 인정한 것이라고 설명했다.[4] 유엔 회원국 중 15개국은 중화민국과 외교 관계를 유지하고 있으며, 유엔에서 중화민국의 입장을 지지하는 태도를 취하고 있다.
- 유럽 연합 : 유럽연합은 중국 문제와 관련해 "하나의 중국 원칙"을 지지한다는 기본 입장을 재확인하고 중화민국의 유엔 가입을 위한 국민 투표 실시에 대해 우려를 표시했다. 그러나 유럽연합은 회원국들의 입장이 정리되지 않았다는 이유로 중화민국의 유엔 가입에 대해 중화인민공화국이 요구하는 강력히 반대하는 수준이 아니라, 지지하지 않는다는 '묵시적 반대' 수준을 유지했다.[5]
- 미국 : 미국은 원래 중화민국을 지지했으나, 중화인민공화국과 수교한 이래 중화인민공화국을 중국의 유일한 합법 정부로 승인(recognize)한다. 미국은 타이완이 중화인민공화국의 일부이며 하나의 중국은 중화인민공화국뿐이라는 입장을 인정(acknowledge)한다. 하지만 이는 공식적인 관계에 국한될 뿐 타이완과 단교한 이후에도 타이완에 무기를 판매하고 타이완을 사증 면제 프로그램 가입국에 포함하는 등 사실상 일개 국가로 간주하고 있다. 한편 파월은 하나의 중국 정책이 아시아-태평양 지역에 안정을 가져온다고 이야기 한 바 있다.[6]
- 대한민국 : 1992년 8월 24일 이전까지는 공식적으로 중화인민공화국과 외교 관계는 수립되어 있지 않았고 중화민국과 관계를 맺고 있었다. 그러나 중화인민공화국과 수교한 이후 대한민국은 중화민국과 단교하고 중화인민공화국을 중국 유일의 합법 정부로 인정하는 태도로 전향하였지만 대한민국은 타이완과의 비공식 관계를 유지하고 있다.
- 일본 : 일본은 1972년 이래 중화인민공화국을 중국의 유일한 합법 정부로 승인(recognize)하며 타이완이 중국의 일부임을 이해하고 존중한다(understand and respect)는 입장을 표명했다. 다만 타이완과의 단교 이후 타이완과 비정부적 관계를 유지하고 있다.
- 독일 : 메르켈 총리는 하나의 중국 정책은 변함이 없으며 티베트 독립을 위한 어떤 노력도 지지하지 않는다는 입장을 중국에 전했다.[7]
- 프랑스 : 사르코지 대통령은 2007년 중국 대륙 방문에서 하나의 중국 정책에 대한 지지를 되풀이했다.[8]
- 러시아 : 2006년 러시아 외무부는 중화인민공화국의 하나의 중국 정책을 지지한다고 밝혔다.[9]
- 싱가포르 : 1992년부터 중화인민공화국을 중국의 유일한 합법 정부로 인정하고 있으나, 타이완에 싱가포르 군사 훈련소를 유지시키는 등 타이완과의 협력 관계도 계속 유지하고 있다. 2004년에는 싱가포르 부총리 리셴룽(李顯龍)이 타이완을 방문하였다가 중국의 격렬한 항의를 받기도 하였다.
- 해외 화교 단체 : 전 세계 화교들은 타이완이 중국의 일부라고 인식하고 있으며, 이중 중화민국 국적자는 현상 유지를, 중화인민공화국 국적자는 중국 대륙과의 합병을 주장한다.

### 각국의 승인 여부
| 국가                   | 승인국         | 중화민국과의 관계 여부 |
| ---------------------- | -------------- | ---------------------- |
| 가나                   | 중화인민공화국 | 없음                   |
| 가봉                   | 중화인민공화국 | 없음                   |
| 가이아나               | 중화인민공화국 | 없음                   |
| 감비아                 | 중화인민공화국 | 없음                   |
| 과테말라               | 중화민국       | 있음                   |
| 그레나다               | 중화인민공화국 | 없음                   |
| 그리스                 | 중화인민공화국 | 있음                   |
| 기니                   | 중화인민공화국 | 없음                   |
| 기니비사우             | 중화인민공화국 | 없음                   |
| 나미비아               | 중화인민공화국 | 없음                   |
| 나우루                 | 중화인민공화국 | 없음                   |
| 나이지리아             | 중화인민공화국 | 있음                   |
| 남수단                 | 중화인민공화국 | 없음                   |
| 남아프리카 공화국      | 중화인민공화국 | 있음                   |
| 네덜란드               | 중화인민공화국 | 있음                   |
| 네팔                   | 중화인민공화국 | 없음                   |
| 노르웨이               | 중화인민공화국 | 없음                   |
| 뉴질랜드               | 중화인민공화국 | 있음                   |
| 니제르                 | 중화인민공화국 | 없음                   |
| 니카라과               | 중화인민공화국 | 없음                   |
| 대한민국               | 중화인민공화국 | 있음                   |
| 덴마크                 | 중화인민공화국 | 있음                   |
| 도미니카 공화국        | 중화인민공화국 | 없음                   |
| 도미니카 연방          | 중화인민공화국 | 없음                   |
| 독일                   | 중화인민공화국 | 있음                   |
| 동티모르               | 중화인민공화국 | 없음                   |
| 라오스                 | 중화인민공화국 | 없음                   |
| 라이베리아             | 중화인민공화국 | 없음                   |
| 라트비아               | 중화인민공화국 | 있음                   |
| 러시아                 | 중화인민공화국 | 있음                   |
| 레바논                 | 중화인민공화국 | 없음                   |
| 레소토                 | 중화인민공화국 | 없음                   |
| 루마니아               | 중화인민공화국 | 없음                   |
| 룩셈부르크             | 중화인민공화국 | 있음                   |
| 르완다                 | 중화인민공화국 | 없음                   |
| 리비아                 | 중화인민공화국 | 없음                   |
| 리투아니아             | 중화인민공화국 | 있음                   |
| 리히텐슈타인           | 중화인민공화국 | 없음                   |
| 마다가스카르           | 중화인민공화국 | 없음                   |
| 마셜 제도              | 중화민국       | 있음                   |
| 말라위                 | 중화인민공화국 | 없음                   |
| 말레이시아             | 중화인민공화국 | 있음                   |
| 말리                   | 중화인민공화국 | 없음                   |
| 멕시코                 | 중화인민공화국 | 있음                   |
| 모나코                 | 중화인민공화국 | 없음                   |
| 모로코                 | 중화인민공화국 | 없음                   |
| 모리셔스               | 중화인민공화국 | 없음                   |
| 모리타니               | 중화인민공화국 | 없음                   |
| 모잠비크               | 중화인민공화국 | 없음                   |
| 몬테네그로             | 중화인민공화국 | 없음                   |
| 몰도바                 | 중화인민공화국 | 없음                   |
| 몰디브                 | 중화인민공화국 | 없음                   |
| 몰타                   | 중화인민공화국 | 없음                   |
| 몽골                   | 중화인민공화국 | 있음                   |
| 미국                   | 중화인민공화국 | 있음                   |
| 미얀마                 | 중화인민공화국 | 있음                   |
| 미크로네시아 연방      | 중화인민공화국 | 없음                   |
| 바누아투               | 중화인민공화국 | 없음                   |
| 바레인                 | 중화인민공화국 | 있음                   |
| 바베이도스             | 중화인민공화국 | 없음                   |
| 바티칸 시국            | 중화민국       | 있음                   |
| 바하마                 | 중화인민공화국 | 없음                   |
| 방글라데시             | 중화인민공화국 | 없음                   |
| 베냉                   | 중화인민공화국 | 없음                   |
| 베네수엘라             | 중화인민공화국 | 없음                   |
| 베트남                 | 중화인민공화국 | 있음                   |
| 벨기에                 | 중화인민공화국 | 있음                   |
| 벨라루스               | 중화인민공화국 | 없음                   |
| 벨리즈                 | 중화민국       | 있음                   |
| 보스니아 헤르체고비나  | 중화인민공화국 | 없음                   |
| 보츠와나               | 중화인민공화국 | 없음                   |
| 볼리비아               | 중화인민공화국 | 없음                   |
| 부룬디                 | 중화인민공화국 | 없음                   |
| 부르키나파소           | 중화인민공화국 | 없음                   |
| 부탄                   | 중화인민공화국 | 없음                   |
| 북마케도니아           | 중화인민공화국 | 없음                   |
| 불가리아               | 중화인민공화국 | 없음                   |
| 브라질                 | 중화인민공화국 | 있음                   |
| 브루나이               | 중화인민공화국 | 있음                   |
| 사모아                 | 중화인민공화국 | 없음                   |
| 사우디아라비아         | 중화인민공화국 | 있음                   |
| 산마리노               | 중화인민공화국 | 없음                   |
| 상투메 프린시페        | 중화인민공화국 | 없음                   |
| 세네갈                 | 중화인민공화국 | 없음                   |
| 세르비아               | 중화인민공화국 | 없음                   |
| 세이셸                 | 중화인민공화국 | 없음                   |
| 세인트루시아           | 중화민국       | 있음                   |
| 세인트빈센트 그레나딘  | 중화민국       | 있음                   |
| 세인트키츠 네비스      | 중화민국       | 있음                   |
| 소말리아               | 중화인민공화국 | 없음                   |
| 솔로몬 제도            | 중화인민공화국 | 없음                   |
| 수단                   | 중화인민공화국 | 없음                   |
| 수리남                 | 중화인민공화국 | 없음                   |
| 스리랑카               | 중화인민공화국 | 없음                   |
| 스웨덴                 | 중화인민공화국 | 있음                   |
| 스위스                 | 중화인민공화국 | 있음                   |
| 스페인                 | 중화인민공화국 | 있음                   |
| 슬로바키아             | 중화인민공화국 | 있음                   |
| 슬로베니아             | 중화인민공화국 | 없음                   |
| 시리아                 | 중화인민공화국 | 없음                   |
| 시에라리온             | 중화인민공화국 | 없음                   |
| 싱가포르               | 중화인민공화국 | 있음                   |
| 아랍에미리트           | 중화인민공화국 | 없음                   |
| 아르메니아             | 중화인민공화국 | 없음                   |
| 아르헨티나             | 중화인민공화국 | 있음                   |
| 아이슬란드             | 중화인민공화국 | 없음                   |
| 아이티                 | 중화민국       | 있음                   |
| 아일랜드               | 중화인민공화국 | 있음                   |
| 아제르바이잔           | 중화인민공화국 | 없음                   |
| 아프가니스탄           | 중화인민공화국 | 없음                   |
| 안도라                 | 중화인민공화국 | 없음                   |
| 알바니아               | 중화인민공화국 | 없음                   |
| 알제리                 | 중화인민공화국 | 없음                   |
| 앙골라                 | 중화인민공화국 | 없음                   |
| 앤티가 바부다          | 중화인민공화국 | 없음                   |
| 에리트레아             | 중화인민공화국 | 없음                   |
| 에스와티니             | 중화민국       | 있음                   |
| 에스토니아             | 중화인민공화국 | 없음                   |
| 에콰도르               | 중화인민공화국 | 있음                   |
| 에티오피아             | 중화인민공화국 | 없음                   |
| 엘살바도르             | 중화인민공화국 | 없음                   |
| 영국                   | 중화인민공화국 | 있음                   |
| 예멘                   | 중화인민공화국 | 없음                   |
| 오만                   | 중화인민공화국 | 있음                   |
| 오스트레일리아         | 중화인민공화국 | 있음                   |
| 오스트리아             | 중화인민공화국 | 있음                   |
| 온두라스               | 중화인민공화국 | 없음                   |
| 요르단                 | 중화인민공화국 | 있음                   |
| 우간다                 | 중화인민공화국 | 없음                   |
| 우루과이               | 중화인민공화국 | 없음                   |
| 우즈베키스탄           | 중화인민공화국 | 없음                   |
| 우크라이나             | 중화인민공화국 | 없음                   |
| 이라크                 | 중화인민공화국 | 없음                   |
| 이란                   | 중화인민공화국 | 없음                   |
| 이스라엘               | 중화인민공화국 | 있음                   |
| 이집트                 | 중화인민공화국 | 없음                   |
| 이탈리아               | 중화인민공화국 | 있음                   |
| 인도                   | 중화인민공화국 | 있음                   |
| 인도네시아             | 중화인민공화국 | 있음                   |
| 일본                   | 중화인민공화국 | 있음                   |
| 자메이카               | 중화인민공화국 | 없음                   |
| 잠비아                 | 중화인민공화국 | 없음                   |
| 적도 기니              | 중화인민공화국 | 없음                   |
| 조선민주주의인민공화국 | 중화인민공화국 | 없음                   |
| 중앙아프리카 공화국    | 중화인민공화국 | 없음                   |
| 지부티                 | 중화인민공화국 | 없음                   |
| 짐바브웨               | 중화인민공화국 | 없음                   |
| 차드                   | 중화인민공화국 | 없음                   |
| 체코                   | 중화인민공화국 | 있음                   |
| 칠레                   | 중화인민공화국 | 있음                   |
| 카메룬                 | 중화인민공화국 | 없음                   |
| 카보베르데             | 중화인민공화국 | 없음                   |
| 카자흐스탄             | 중화인민공화국 | 없음                   |
| 카타르                 | 중화인민공화국 | 없음                   |
| 캄보디아               | 중화인민공화국 | 없음                   |
| 캐나다                 | 중화인민공화국 | 있음                   |
| 케냐                   | 중화인민공화국 | 없음                   |
| 코모로                 | 중화인민공화국 | 없음                   |
| 코스타리카             | 중화인민공화국 | 없음                   |
| 코트디부아르           | 중화인민공화국 | 없음                   |
| 콜롬비아               | 중화인민공화국 | 있음                   |
| 콩고 공화국            | 중화인민공화국 | 없음                   |
| 콩고 민주 공화국       | 중화인민공화국 | 없음                   |
| 쿠바                   | 중화인민공화국 | 없음                   |
| 쿠웨이트               | 중화인민공화국 | 있음                   |
| 크로아티아             | 중화인민공화국 | 없음                   |
| 키르기스스탄           | 중화인민공화국 | 없음                   |
| 키리바시               | 중화인민공화국 | 없음                   |
| 키프로스               | 중화인민공화국 | 없음                   |
| 타지키스탄             | 중화인민공화국 | 없음                   |
| 탄자니아               | 중화인민공화국 | 없음                   |
| 태국                   | 중화인민공화국 | 있음                   |
| 토고                   | 중화인민공화국 | 없음                   |
| 통가                   | 중화인민공화국 | 없음                   |
| 투르크메니스탄         | 중화인민공화국 | 없음                   |
| 투발루                 | 중화민국       | 있음                   |
| 튀니지                 | 중화인민공화국 | 없음                   |
| 튀르키예               | 중화인민공화국 | 있음                   |
| 트리니다드 토바고      | 중화인민공화국 | 없음                   |
| 파나마                 | 중화인민공화국 | 없음                   |
| 파라과이               | 중화민국       | 있음                   |
| 파키스탄               | 중화인민공화국 | 없음                   |
| 파푸아뉴기니           | 중화인민공화국 | 있음                   |
| 팔라우                 | 중화민국       | 있음                   |
| 팔레스타인             | 중화인민공화국 | 없음                   |
| 페루                   | 중화인민공화국 | 있음                   |
| 포르투갈               | 중화인민공화국 | 있음                   |
| 폴란드                 | 중화인민공화국 | 있음                   |
| 프랑스                 | 중화인민공화국 | 있음                   |
| 피지                   | 중화인민공화국 | 있음                   |
| 핀란드                 | 중화인민공화국 | 있음                   |
| 필리핀                 | 중화인민공화국 | 있음                   |
| 헝가리                 | 중화인민공화국 | 있음                   |

## 관련 국제 뉴스 보도 내용
- 중국

CCTV- 지난 9월 10일 유엔 총회에서 하나의 중국 원칙을 구현한 유엔 총회 결의안 2758에 관해 다루었고, 왜 대만이 하나의 중국으로 중국에 속해있는지 설명한다.역사적 사실과 두 개의 중국이 성립하지 않는 이유를 설명한다. 중국의 주장-
대만이 중국의 일부라는 사실은 국제 사회의 하나의 중국 원칙을 고수하는 구도를 흔들 수 없으며, 중국의 불가피하고 필연적인 통일 추세를 가로막을 수도 없다.(台湾是中国一部分的事实，都动摇不了国际社会坚持一中原则的格局，更阻挡不了中国必然统一也必将统一的大势。)
- 영국

BBC- 대만이 대만 국내에서 돈을 위해 중국 스파이로 활동한 군인 8명을 검거해 징역형에 처했다. 대만은 최근 베이징의 간첩 활동이 확대되고 있다고 경고했다.
- 미국

CNN- 중국이 대만을 침략하지 않고 대만을 점령하는 방법을 설명한다. 강압, 처벌 또는 합병할 수 있다. 대만 점령의 방법으로는 회색 지대 전략을 사용해 대만 항구를 검열하여 에너지 등의 필수품이 대만으로 이동하지 못하게 하는 것이다.

## 논란
타이완은 중국의 압력으로 올림픽 등 각종 국제 경기에서 자국의 국기(청천백일만지홍기)와 국가(삼민주의), 국호(중화민국)를 사용할 수 없으며 아시아 태평양 경제협력체(APEC), 세계무역기구(WTO)와 같이 경제 협력 성격의 국제 기구와 국제 올림픽 위원회(IOC), 국제 축구 연맹(FIFA)같은 국제 경기를 관장하는 국제 기구 이외에는 가입하지 못하고 있다. 그나마도 “중화민국”이나 “타이완”국호를 사용하지 못하고 중화 타이베이라는 비공식 명칭을 써야 한다. 특히 타이완은 중국의 압력으로 유엔에 가입할 수 없으며 유엔 교육과학문화기구(UNESCO) 회원국이 아니기 때문에 타이완 소재 문화재의 세계유산 지정도 불가능한 실정이다.
또 하나의 문제점은 하나의 중국 원칙은 중화인민공화국의 손길이 미치는 영역에서만 발휘될 수 있다는 점이다. 보수주의 정당의 단체인 국제민주연합은 중화인민공화국이 참여하지 않기 때문에 중화민국이 중국 혹은 타이완 대표로 참여한다. 그리고 바티칸 시국과 중화인민공화국은 외교 관계가 없기 때문에 국교를 수립한 중화민국이 바티칸에서 중국 전체를 대표한다. 아직도 중화민국과 외교 관계가 있는 14개 국가는 중화민국을 중국의 정통 정부로 인정한다.

## 같이 보기
- 중국
- 두 개의 중국
- 타이완 문제
- 분리주의
- 유엔 총회 결의 제2758호
- 중화민국의 대외 관계
- 천하삼분지계